# NPO 1
NPO 1 (fino al 2014 Nederland 1) è il primo canale televisivo nazionale nei Paesi Bassi, è stato lanciato il 2 ottobre 1951 ed è operato dalla Nederlandse Publieke Omroep (NPO).

## Programmazione
Esso fornisce il servizio radiotelevisivo pubblico e attualmente coesiste accanto ai canali fratelli NPO 2 e NPO 3 e al pacchetto digitale Nederland 24. Una grande varietà di programmi è trasmessa sul canale, di solito per un pubblico più ampio. Nel 2008, è stato il canale più visto nei Paesi Bassi, raggiungendo una quota di mercato del 22,5% per la sera (18:00-0:00 ore).
Il 16 settembre 2007, Nederland 1 insieme agli altri canali ha iniziato a trasmettere in 16:9.
Il 4 luglio 2009, ha iniziato la trasmissione in alta definizione. In precedenza, una versione di prova di Nederland 1 HD canale è stato reso disponibile dal 2 giugno 2008 al 24 agosto 2008 per la trasmissione di Euro 2008, del Tour e delle Olimpiadi di Pechino.